# Szent István Gimnázium (Budapest)

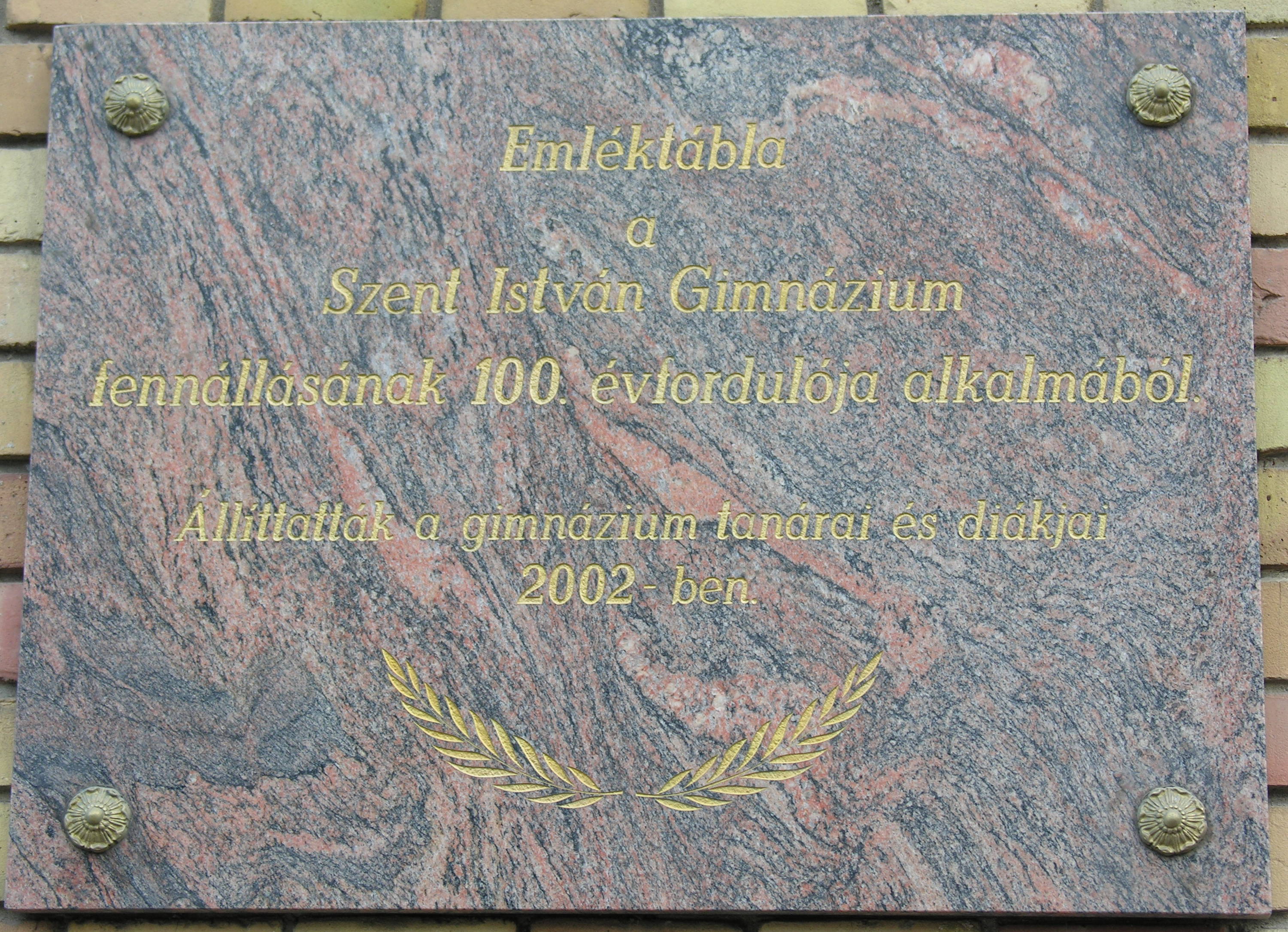
Emléktábla a gimnázium falán

A budapesti Szent István Gimnázium a Városliget mellett található, az Ajtósi Dürer soron, az 1906–1908 között épült szecessziós stílusú épületben. Magyarország elitiskolái között tartják számon.

## Története
A gimnázium 1900-ban az akkoriban Barcsay utcai gimnáziumnak is nevezett Madách Imre Gimnázium részlegeként működött, mivel az anyaiskola a korabeli Erzsébetváros folyamatosan növekvő népessége miatt kicsinynek bizonyult. 1902-ben a Damjanich utca 43. szám alatt VII. kerületi Külső Magyar Királyi Állami Főgimnázium néven nyílt meg részben önálló intézményként, majd 1908-ban már a jelenlegi helyén önállósult. 1921-ben felvette Szent István nevét. A gimnázium erőssége a természettudományi tárgyak oktatása, mindemellett nagy figyelmet szentelnek a humántárgyaknak is. 1960-tól speciális matematika tagozatos képzés is van, 1998-ban indult az informatikai szak.
A gimnázium működtetője Zugló önkormányzata, címe: 1146 Budapest, Ajtósi Dürer sor 15. A fenntartó 1999-ben Zuglóért Emlékérem-mel ismerte el az iskola érdemeit, amelyet a fiatalság nevelésében elért. Az épület homlokzata, aulája és lépcsőháza (helyreállított színes üvegablak, amely első királyunkat fiával, Imrével ábrázolja) műemléki védettséget élvez.

## Rangsor
|     | 2020 | 2021 | 2022 | 2023 | 2024 |
| --- | ---- | ---- | ---- | ---- | ---- |
| HVG |      | 10   | 10   | 11   | 13   |

## Neves tanárai
- Könyves Tóth Kálmán matematikus, nyelvész, tankönyvíró
- Laziczius Gyula, posztumusz Kossuth-díjas nyelvész, tanár
- László Margit, operaénekes (lírai szoprán), énektanár
- Moór Ágnes, fizikatanár, tankönyvíró
- Rácz János, matematikatanár, tankönyvíró
- Záborszky József, karmester, zenetanár, zeneszerző
- Zelinka Tamásné, tanár, (Magyar Köztársasági Bronz Érdemkereszt, 2007)

## Az iskola híres diákjai
Építészek
- Sávoly Pál, 1911/A mérnök, statikus

Írók
- Bart István, 1962/A, író, műfordító, könyvkiadó
- Goda Gábor, 1929/A, Kossuth-díjas író
- Illés Béla, 1912/A, író
- Müller Péter, 1955/B, író, dramaturg, forgatókönyvíró, előadó
- Rónaszegi Miklós, 1948/A, Herczeg Ferenc-díjas író

Politikusok
- Cser Ágnes, 1968/B, jogász, politikus
- Dobos Krisztina, 1967/D, tanár, politikus
- Harrach Péter, 1966/E, teológus, politikus, miniszter, az Országgyűlés elnöke
- Herczog László, 1968/D, közgazdász, közigazgatási szakember
- Kónya Imre, 1965/A, ügyvéd, politikus, belügyminiszter
- Kovács Kálmán, 1976/C, politikus, miniszter, matematikus-mérnök
- Sértő-Radics István, 1968/B, politikus, polgármester, az Európai Unió Régiók Bizottságának alelnöke
- Szabó Zoltán, 1974/D, politikus, országgyűlési képviselő

Sportolók
- Berzi Sándor, 1967/B, sportvezető
- Goldoványi Béla, 1944/A, olimpiai bronzérmes, Európa-bajnok atléta, futó
- Hoffer József, 1940/A, labdarúgó, a magyar labdarúgó-válogatott szövetségi kapitánya, újságíró, az MTI sportrovatvezetője
- Honfi Károly, 1948/A, Maróczy-díjas magyar sakkozó, nemzetközi nagymester, levelezési nemzetközi mester és mesteredző
- Király Ede, 1944/A, olimpiai ezüstérmes, világbajnok műkorcsolyázó, edző, mérnök
- Mátay Andrea, 1974/D, fedett pályás Európa-bajnok magasugró
- Szendrei Péter 1980/D gyeplabdázó, edző, tanár, sportvezető
- Gulyás Michelle, 2019/D világbajnok öttusázó, olimpiai versenyző[8]

Színház- és filmművészeti szakemberek
- Bódy Gábor, 1964/E, filmrendező
- Gergely András, 1960/C, hangmérnök
- Kézdi-Kovács Zsolt, 1955/A, Balázs Béla-díjas filmrendező, forgatókönyvíró
- Koltay Gábor, 1968/A, Balázs Béla-díjas filmrendező, színigazgató
- Kovács István, 1968/B, rajzfilmrendező, író

Színművészek
- Gelecsényi Sára, 1973/C, színésznő
- Kovács István, 1962/B, színművész
- Kőszegi Péter, 1968/B, színművész
- Némethy Ferenc, 1944/A, Jászai Mari-díjas színművész
- Szacsvay László, 1966/A, Jászai Mari-díjas színművész, a nemzet színésze
- Ujlaky Károly, 1962/D, színművész
- Ujlaky László, 1960/B, színművész

Tudósok
- Alexander Gábor, 1954/C, vegyészmérnök, kémikus, a kémiai tudományok doktora, az MTA kutatója
- Baka András, 1971/B, jogtudós, főiskolai tanár, az állam- és jogtudományok kandidátusa
- Bodoky György, 1973/B, orvos, onkológus, egyetemi magántanár
- Bodoky Tamás, 1959/A, geofizikus, a műszaki tudomány kandidátusa
- Dévay Attila, 1966, gyógyszerész, egyetemi tanár
- Erdős Pál,[9] 1930/B, matematikus, az MTA tagja, a matematika tudományok kandidátusa, doktora
- Gálfi László, 1962/D, fizikus, egyetemi docens
- Györffy György, 1935/B, Széchenyi-díjas történész, a Magyar Tudományos Akadémia tagja
- Halmai Gábor, 1970/E, jogász, az állam-, és jogtudományok kandidátusa, egyetemi tanár
- Hidas Pál, 1980/C, fizikus
- Knuth Előd, 1961/E, matematikus
- Máté András, 1971/D, matematikus, filozófus, egyetemi docens
- Nováky Béla, 1962/4.b, alternatív Nobel-díjas, magyar hidrológus mérnök, egyetemi docens
- Németh János, 1951/A, jogtudós, ügyvéd, egyetemi tanár, az állam- és jogtudományok kandidátusa, az Alkotmánybíróság elnöke (1998–2003)
- Proszt János, 1909/B, kémikus, vegyészmérnök, a kémiai tudomány doktora, a Magyar Tudományos Akadémia levelező tagja
- Szabó Zoltán, 1984/D, matematikus, a matematikai tudomány kandidátusa, az MTA doktora és tiszteleti tagja
- Szondi Lipót, 1911/B, idegorvos, pszichiáter
- Vilmon Gyula, 1916/A, Kossuth-díjas magyar orvos, egészségügy-szervező, egészségügyi miniszterhelyettes (1957–1965)

Újságírók, rádiós, televíziós személyiségek
- Bodoky Tamás, 1990/D, újságíró
- Feledy Péter, 1961/A, újságíró, rádió- és tévériporter
- Fodor János, 1972/H, újságíró
- Gundel Takács Gábor, újságíró
- Paor Lilla, 1975/D, műsorvezető, előadóművész
- Vitár Róbert, 1952/B, újságíró, sportriporter[10]
- Munk Veronika, 1998/D, újságíró[11]

Zeneművészek
- Bucz Magor, 2013/B, Junior Prima díjas zeneszerző
- Czakó Sándor, 1975/D, zenész, gitáros (Vágtázó Halottkémek)
- Csillag Endre, esti, zenész
- Dene József, 1952–1956, operaénekes
- Derecskei Zsolt, 1966–1970, operaénekes
- Erkel András, 1980/B, zenész, producer
- Ipacs László, 1975/B, dobos (Vágtázó Halottkémek), kísérleti fizikus
- Mericske Zoltán, 1972/H, zenész, zeneszerző, tanár
- Seres Attila, 1977/C, zenész, basszusgitáros (Solaris)

## Díjazottak
- 1997 Braun Gábor Szent István Gimnázium Budapest IV. osztály	34,25 pont A 28. Nemzetközi Fizikai Diákolimpia[12] (1997) Kanadában, Sudburyben volt 1997. július 13. és 20. között.
- 2006 Juhász István, Szent István Gimnázium, Budapest Ericsson-díj